# Marilyna darwinii
Marilyna darwinii es una especie de peces de la familia Tetraodontidae en el orden de los Tetraodontiformes. Nombrada en honor a Charles Darwin.

## Morfología
Los machos pueden llegar alcanzar los 9,5 cm de longitud total.

## Hábitat
Es un pez de mar de clima subtropical y demersal.

## Distribución geográfica
Se encuentra en Papúa Nueva Guinea.